# Carlo Simonigh
Carlo Simonigh (Torino, 10 gennaio 1936 – 15 gennaio 2014) è stato un pistard italiano, vincitore del titolo mondiale dell'inseguimento individuale dilettanti nel 1957 a Rocourt.

## Carriera
Attivo a livello dilettantistico dal 1955, nello stesso anno vinse il campionato piemontese d'inseguimento su pista. Confermatosi campione regionale di specialità anche nel 1956, nel luglio 1957 a Firenze divenne vicecampione nazionale nella stessa specialità, battuto in finale dal solo Franco Gandini. Dopo l'argento tricolore fu convocato in Nazionale per il mondiale su pista a Rocourt, in Belgio: qui vinse l'iride nell'inseguimento dilettanti sui 4 km precedendo in finale con il tempo di 5'06"2 lo stesso Gandini.
Nel 1958 al mondiale di Parigi si classificò terzo nella stessa specialità, confermando la sua presenza fra i migliori ciclisti mondiali. Nel 1959 vinse a Beirut la prova dell'inseguimento a squadre con la Nazionale italiana ai Giochi del Mediterraneo. Terminò la sua carriera nello stesso anno dopo un grave incidente in pista in Inghilterra durante una riunione federale.
Dopo il ritiro ha vissuto in Calabria seguendo sempre con passione il ciclismo; è morto nel 2014.

## Palmarès
- 1957

Campionati del mondo, Inseguimento individuale dilettanti
- 1959

Giochi del Mediterraneo, Inseguimento a squadre dilettanti

## Piazzamenti

### Competizioni mondiali
- Campionati del mondo

Rocourt 1957 - Inseguimento individuale Dilettanti: vincitore
Parigi 1958 - Inseguimento individuale Dilettanti: 3º